# ابرزتون
ابرزتون (به انگلیسی: Ambrosden) یک روستا و محله مدنی در بریتانیا است که در چرول واقع شده‌است. ابرزتون ۷٫۲۶ کیلومتر مربع مساحت و ۲٬۲۴۸ نفر جمعیت دارد.